# Христианство в Индии

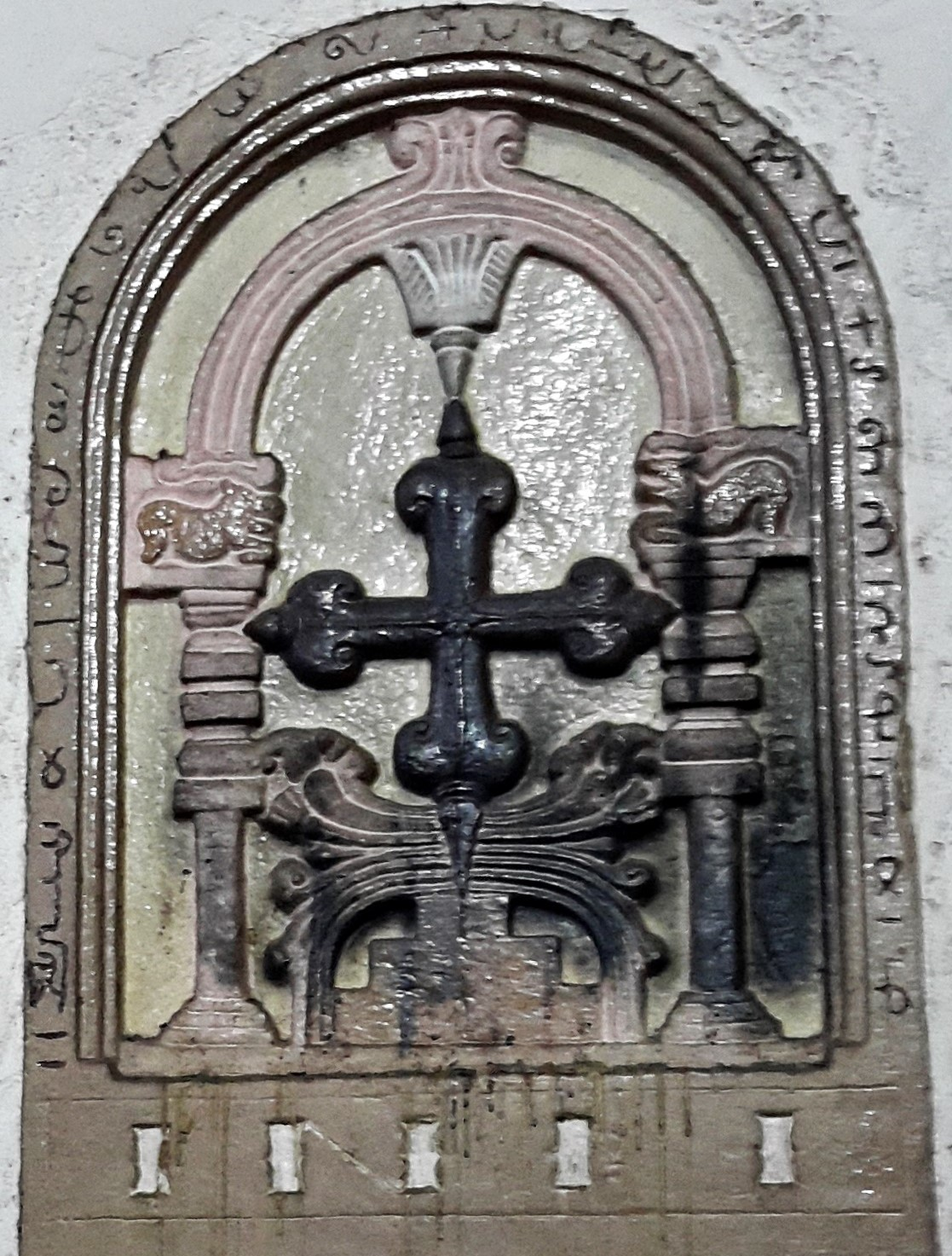
Крест Святого Фомы

Христианство — третья по численности религия Индии. Число последователей по переписи 2001 г. составляет около 24 млн, или 2,3 % населения страны (по данным организации «Open Doors», число христиан в стране, как минимум, 5 % от общего количества населения, то есть около 70 млн.). Основоположником христианства в Индии считается святой Апостол Фома. Вторая волна христианизации пришлась на эпоху португальской колонизации Индии после экспедиции Васко да Гамы в 1498 г.
В настоящее время христианские общины имеются во всех регионах Индии, однако большинство из них сконцентрировано в Южной Индии, на Конканском побережье, в Северо-Восточной Индии, имеются также разрозненные общины в центре страны. Деятельность христианских организаций проявляется обычно в виде создания и руководства образовательными учреждениями, социальными службами и больницами. Около 70 % индийских христиан — католики, остальные — в основном протестанты.

## Ранние христианские общины
Согласно преданию индийских христиан, Апостол Фома привёз христианство в Индию в 52 г. Он прибыл в Кодунгаллур, ныне штат Керала и основал там Семь церквей апостола Фомы, а также читал проповеди на территории нынешних штатов Керала и Тамил-Наду. Считают, что он принял мученическую кончину и был убит брахманом на Горе Святого Фомы в Ченнаи, и был погребён на месте нынешнего Кафедрального собора святого Фомы.
По мнению ряда историков, Индия начала вести интенсивную торговлю со Средней Азией, Средиземноморьем и Ближним Востоком, как по горным трассам (с севера), так и по мореходным путям (западное и южное побережье) задолго до новой эры. Отсюда можно предположить, что христианские торговцы селились в индийских городах вдоль торговых путей.
Согласно апокрифу III века Деяния апостола Фомы, написанному первоначально на сирийском языке, когда апостолы делили в Иерусалиме сферы будущих проповедей, было решено, что Фома отправится в Индию. Последний прибыв в Северо-Западную Индию, окрестил царя Гондофара и его брата, что ознаменовало рождение христианства в Индии. Тем не менее, историки считают «Деяния Фомы» скорее романтическим литературным произведением, сложившимся под влиянием традиций Индо-Парфянского царства, чем исторической летописью. В то время буддизм, лишь недавно занесённый на северо-запад Индии, получил большой успех в космополитичных городах, таких, как Таксила, где встречались греки, бактрийцы, скифы и индийцы.
Согласно Travancore Manual, Фома Канский, торговец и миссионер из Месопотамии, привёз христианство в Индию около 345 г. Он привёз с собой 400 христиан из Багдада, Ниневии и Иерусалима в Кодунгаллур. Он и его спутник, епископ Иосиф из Эдессы, попросили убежища у царя Чераман Перумала, спасаясь от преследований со стороны персидского царя Шапура II, проводившего антихристианскую политику. Колония сирийских христиан, основанная в Кодунгаллуре, стала первой известной из письменных источников христианской общиной в Южной Индии. Ряд историков пришли к выводу, что Фому Канского спутали с апостолом I века Фомой, в результате чего в Индии и возник культ апостола Фомы.
Хотя точное происхождение христианства в Индии остаётся неясным, считается общепризнанным, что христианство в Индии появилось настолько давно, что распространилось там задолго до появления во многих странах Западной и Восточной Европы.

## Средневековый период

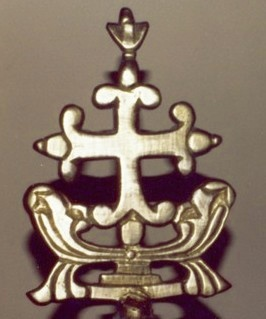
«Менора Насрани», символ «сирийских христиан», известных также как «малабарская церковь»

Сирийско-малабарская община, известная как «насрани», была усилена притоком персидских иммигрантов-колонистов, беженцев-манихеев и др. Сирийская церковь Кералы находилась в каноническом единстве с Сирийской церковью и под юрисдикцией Патриарха Антиохийского и Патриарха Вавилонского вплоть до прибытия португальцев в конце XV века. Епископы приезжали из Сирии.
Южноиндийский эпос «Манимекалай» (II—III вв.) упоминает раннехристианскую секту насрани под названием «эссани». Посольство Альфреда в 833 году описывало Несторианских христиан как процветающую и пользующуюся высоким статусом общину на Малабарском берегу. Марко Поло также упоминает Насрани и их древнюю церковь на Малабарском побережье в своём труде Il Milione.

## Раннее Новое время

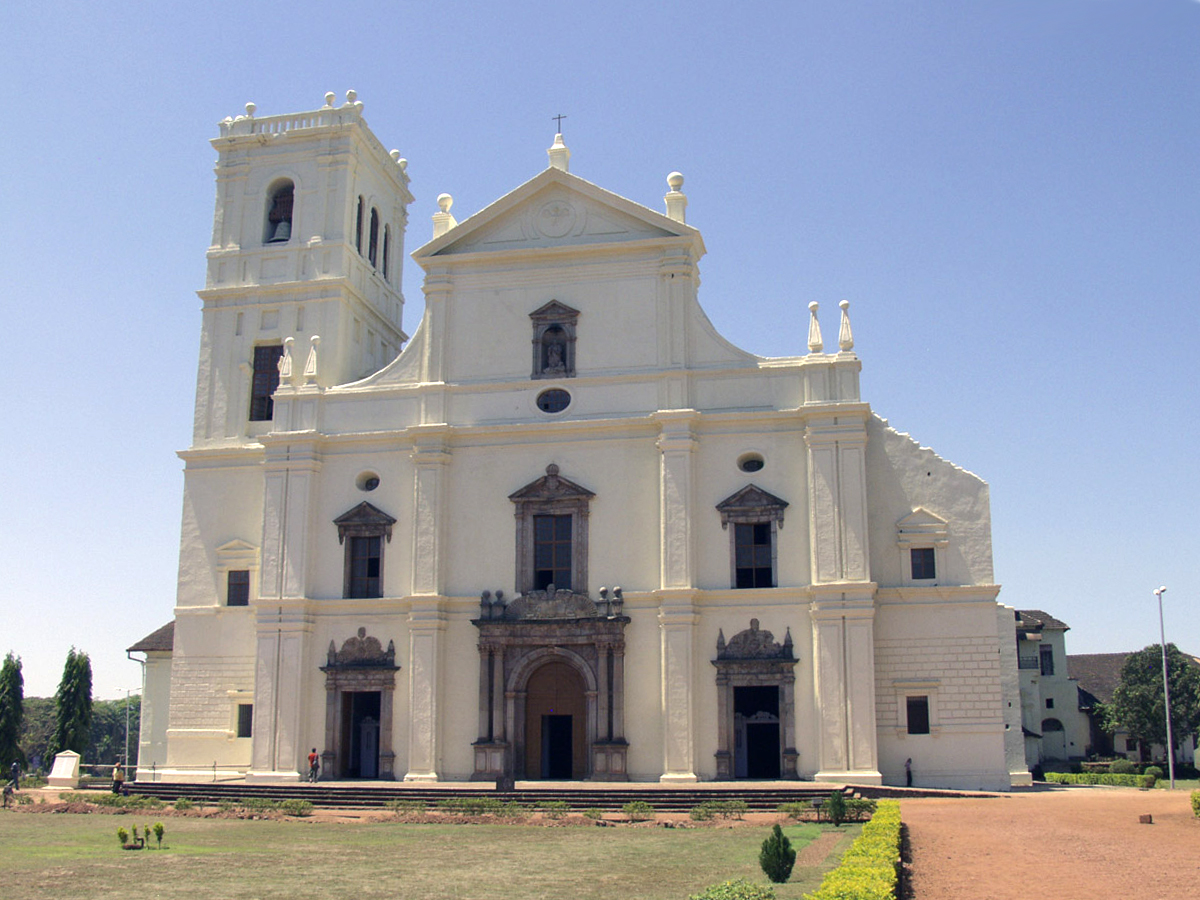
Собор Святой Екатерины в Старом Гоа освящён во имя Екатерины Александрийской

В ранний период Нового времени первыми из христианских миссионеров на индийские берега высадились французы. Французский проповедник Иорданус Каталани прибыл в Сурат в 1320 году. По окончании своей миссии в Гуджарате он прибыл в Коллам в 1323 году. Он не только оживил христианство в этих местах, но и обратил в него многие тысячи людей. Как первый епископ в Индии, он также возглавлял религиозную общину в Каликуте, Мангалоре, Тхане и Бхаруче.
Португальские миссионеры высадились на Малабарском побережье в конце XV века, контактировали с местными христианами Церкви святого Фомы и попытались латинизировать литургический обряд. В то время Церковь святого Фомы следовала восточно-сирийскому обряду. В этот период зарубежные миссионеры также обратили в христианство многих местных жителей. Это привело к образованию римско-католической общины в Керале. В наше время римские католики в Керале образуют общину Христиан святого Фомы, принимающую латинский обряд, в основном проживающих в центральной Керале, а также христиан, обращённых португальцами, проживающих в основном в южной Керале.
Папская булла Romanus Pontifex передала патронат над распространением христианства в Азии в руки португальских миссионеров. Португальское колониальное правительство в Гоа поддержало миссию в Индии различными льготами для крещёных христиан. Они раздавали рис бедным, обеспечивали хорошее положение в португальских колониях среднему классу и военную поддержку местным правителям. Ранние римско-католические миссионеры, в особенности португальцы, во главе с иезуитом св. Франциском Ксаверием (1506—1552) распространили своё влияние дальше от своих опорных пунктов на западном побережье и привлекли много новообращённых. В результате португальской миссионерской деятельности многие новообращённые индийцы совмещали христианство со многими старыми обычами (они получили презрительное прозвище «рисовые христиане»). Такое поведение рассматривалось как угроза чистоте христианской религии. Франциск Ксаверий в письме 1545 года к королю Португалии Жуану III потребовал учреждения инквизиции в Гоа. Инквизиция была учреждена через 8 лет после его смерти и оказалась чрезвычайно жестокой — её жертвами стали многие новообращённые христиане, а также индусы и евреи (преследование последних было незаконным, так как формально компетенция инквизиции относилась только к отступникам от христианства).
В современном Гоа имеется большое количество католиков, около 30 % населения. Мощи Франциска Ксаверия выставлены в стеклянном гробу для публичного посещения в Базилике Доброго Иисуса в Гоа.

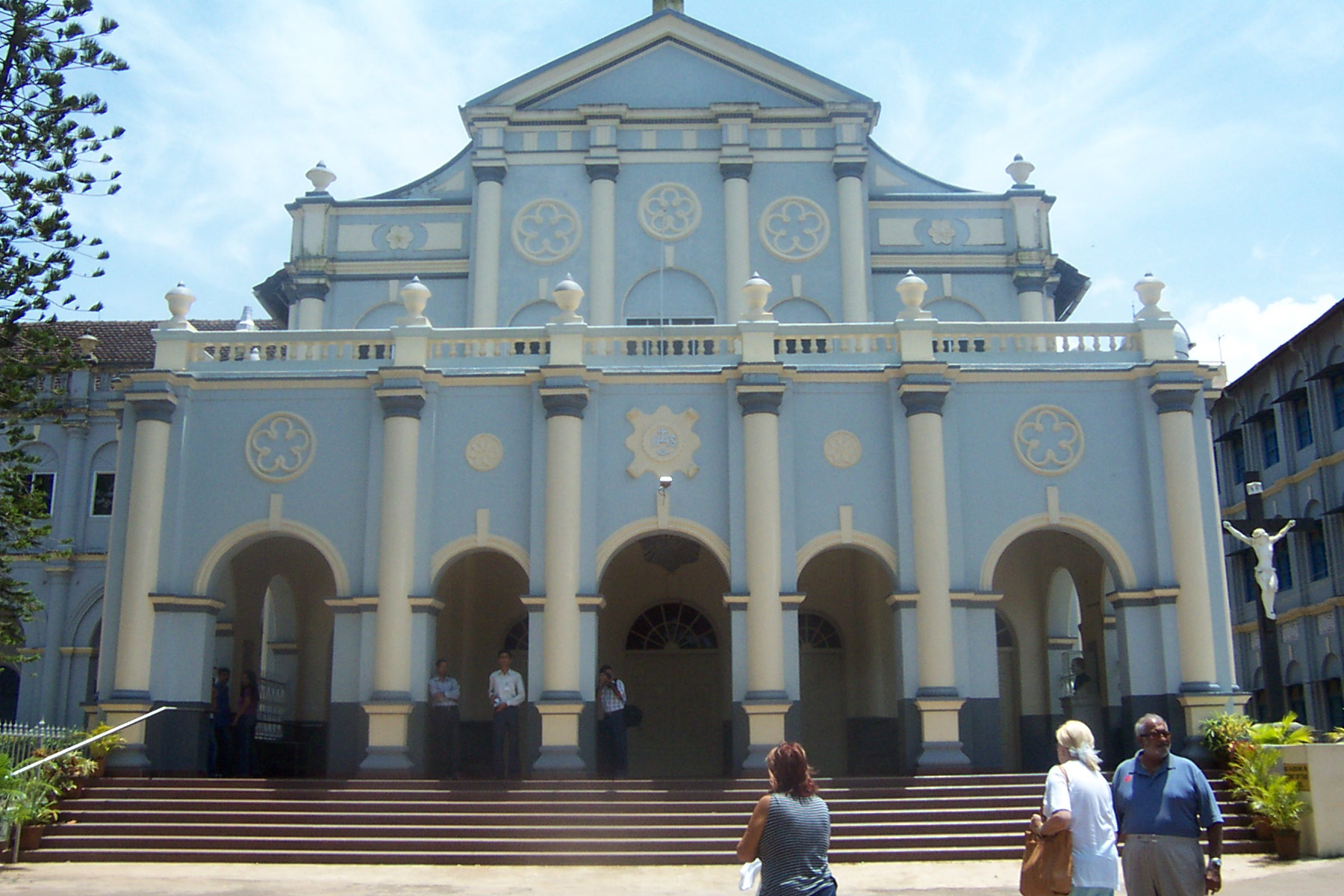
Часовня Святого Алоизия в Мангалоре

Мангалор — один из наиболее важных регионов на западном побережье, где имеется большое количество христиан. В 1321 году французский монах-доминиканец Иорданус Каталани из Северака высадился в местности Бхаткал около Мангалора и основал там миссию. Многих ему удалось обратить в христианство. Тем не менее, португальцам не удалось установить своё влияние в Мангалоре из-за противодействия со стороны правителя империи Виджаянагара, Кришнадеврая и бесстрашной королевы Беднор из Мангалора. Мангалорские католики в основном были потомками католиков из Гоа, которые бежали оттуда во время войн между португальцами и маратхи, а также в период инквизиции в Гоа. Позднее в Мангалоре была сооружена часовня Святого Алоизия, напоминающая Сикстинскую капеллу в Риме.

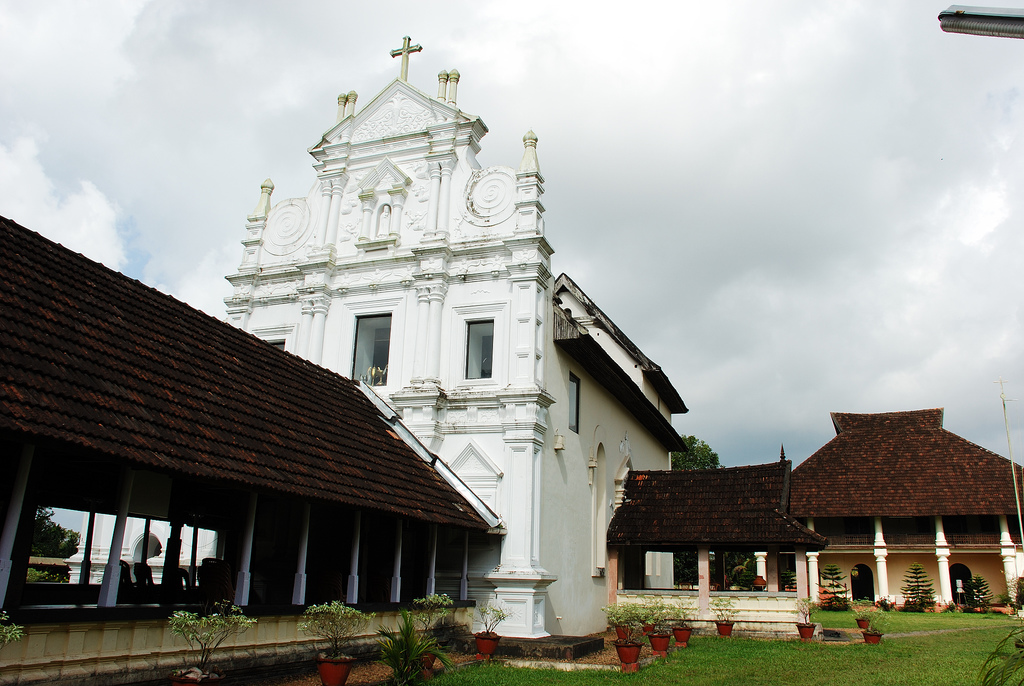
Маланкарская православная церковь Богородицы, Коттаям, Керала, сооружена в 1579 году.

В Мумбаи высокопоставленные индусы были торжественно обращены в христианство португальскими миссионерами в XVI веке. После поражения португальцев от Маратхской империи и утраты их влияния в Индии в связи с приходом британцев произошло немало изменений. Католики из Гоа стали переселяться в северный Конкан. По случаю «Золотого юбилея королевы Виктории» христиане Северного Конкана, ранее известные как «португальские христиане», отказались от такого наименования и приняли название «Восточные индийцы».
С начала XVIII века по индийскому полуострову стали активно распространяться протестантские миссионеры, что привело к росту числа христианских общин. В 1793 году британский миссионер-баптист Уильям Кэри прибыл в Индию. Он действовал в Серампуре, Колькате и в ряде других мест, основал Серампурский колледж, перевёл Библию на бенгальский язык. Его деятельность продолжалась до самой смерти в 1834 году. В 1833 году в Индию прибыли Энтони Норрис Гроувс из общины Братьев Плимут. Он осуществлял миссионерство в дельте реки Годавари до своей смерти в 1852 году. Мормонские миссионеры, в том числе Хью Финдлей, прибыли в Бомбей и Пун в начале 1850-х годов, но их деятельность не увенчалась успехом.
В районе Ахмеднагар, ныне штат Махараштра, большинство христиан составляют протестанты, а не католики, что отличает его от других регионов. Эти протестанты именуются также христиане-маратхи. Миссионеры начали проповедовать Евангелие в этих местах с начала XIX века. Процент христиан к прочему населению Ахмеднагара в настоящее время составляет всего 4 %. В небольшой деревне Харегаон, район Шрирампур, большинство составляют католики. В Харегаон ежегодно прибывают тысячи католиков на фестиваль Матмаули (Девы Марии) 7—8 сентября.

## Демография

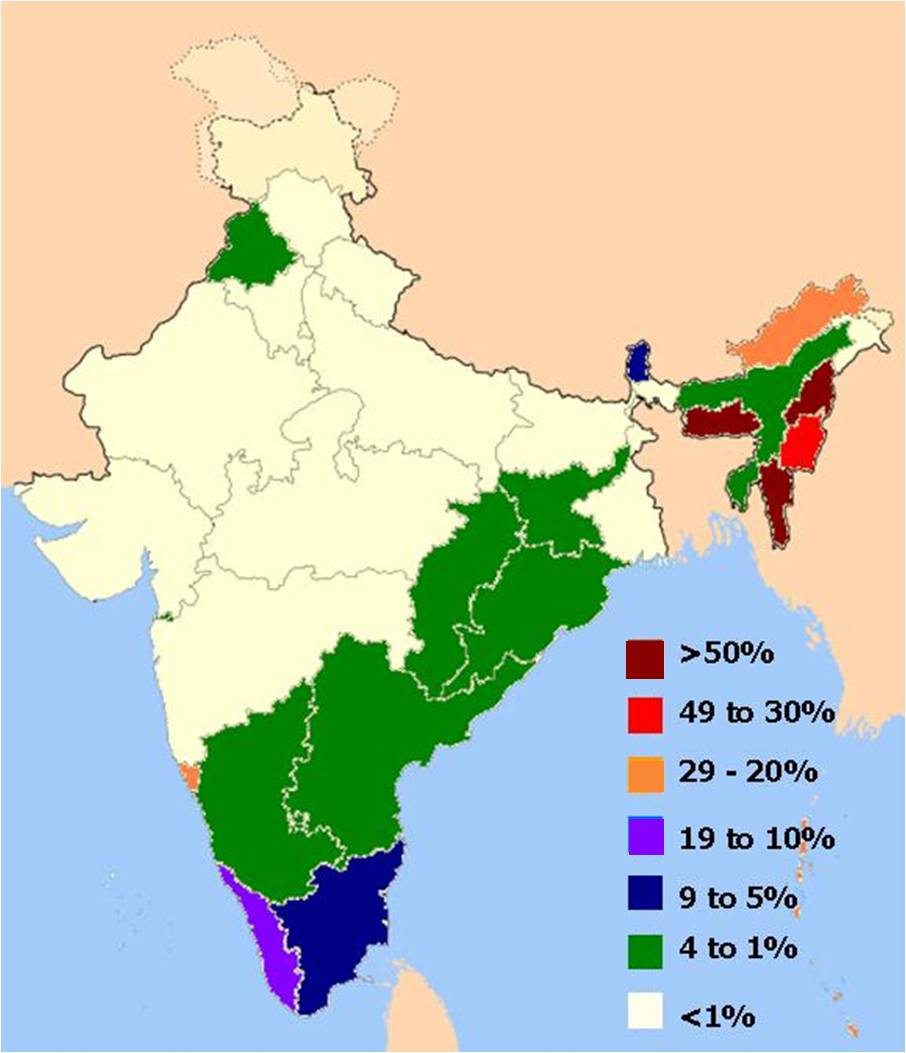
Распределение христианского населения в различных штатах Индии

Общее число христиан в Индии, согласно переписи 2001 года составляет 24.080.016 человек или 2,34 % от её населения. Однако, это число не соответствует настоящей численности христиан, так как власти не позволяют индийским гражданам менять религиозную принадлежность после достижения ими школьного возраста. Таким образом, люди, которые обратились к вере в Иисуса Христа и даже были окрещены, могут быть записаны как индуисты.
Большинство христиан Индии — католики — по данным на 1993 г., составляют около 17,3 млн чел., в том числе 408725 членов Сиро-маланкарской католической церкви и 3674115 прихожан Сиро-малабарской церкви. В январе 1993 г. Сиро-малабарская церковь, а в феврале 2005 г. Сиро-маланкарская церковь получили более высокий статус Верховных архиепископств от папы Иоанна Павла II. Сиро-малабарская церковь — вторая по величине среди 22 восточнокатолических церквей, признающих папу римского как «видимого главу всей церкви».
Кроме того, благодаря миссионерам в Индии появилось много протестантских церквей. Самые крупные протестантские конфессии образуют пятидесятники и независимые харизматы (6,3 млн), Церковь Южной Индии (5,95 млн), баптисты (5 млн) и Церковь Северной Индии (2,4 млн).
| Название церкви                                         | Число прихожан |
| ------------------------------------------------------- | -------------- |
| Католики латинского обряда                              | 13 217 160     |
| Сиро-малабарская католическая церковь                   | 3 674 115      |
| Сиро-маланкарская католическая церковь                  | 408 725        |
| Церковь Южной Индии                                     | 3 800 000      |
| Новая апостольская церковь                              | 1 448 209      |
| Церковь Северной Индии                                  | 1 250 000      |
| Маланкарская сирийская православная церковь (Малабар)   | 1 200 000      |
| Маланкарская (индийская) православная сирийская церковь | 1 200 000      |
| Ассамблеи Бога                                          | 1 000 000      |
| Церковь Мар Фомы                                        | 600 000        |
| Методисты                                               | 648 000        |
| Индийская пятидесятническая церковь Бога                | 600 000        |
| Индийские братья                                        | 1 000 000      |
| Евангелическая церковь Апостола Фомы                    | 30 000         |
| Пресвитерианская церковь Индии                          | 823 456        |
| Братство «Новая жизнь» (пятидесятники)                  | 620 000        |
| Полноевангельская церковь «Мана» пятидесятники          | 325 000        |
| Евангелическая церковь                                  | 250 000        |

### Армянские христиане в Индии
В XIX веке в Индии существовали несколько крупных армянских общин.
На сегодняшний день в Индии действуют следующие армянские храмы:
- Армянский храм Святого Назарета в Калькутте[46];
- Армянский храм Святой Девы Марии в Ченнаи[47].
- Церковь святого Григория в Калькутте
- Церковь Святого Петра в Мумбаи (Бомбей)
- Церковь Св. Иоанна в Чинсуре.
- Церковь Св. Богородицы в Сайдабаде
- Церковь Девы Марии (Сайдабад)
- Часовня Святой Троицы (церковь Тангра)

### Русские православные христиане в Индии
Русский православный храм в честь Святого Апостола Фомы строится на территории посольства Российской Федерации в городе Нью-Дели.
С начала 2000-х годов богослужения регулярно проходят в домо́вом храме, обустроенном в небольшой комнате жилого сектора посольства. Прихожанами храма в первую очередь являются россияне и представители других славянских народов, проживающие или путешествующие в Индии.
В 2012 году англиканский епископ Поликарп Нехамайя перешёл в православие, Русская Православная церковь приняла его через миропомазание. Вместе с епископом Поликарпом, который стал мирянином, были приняты пять приходов из пятидесяти, подчинявшихся его церковно-административной власти в англиканской церкви. Все приходы находятся в индийском штате Махараштра: приход святого Андрея в Брамапери, приход святого Фомы в городе Мул, приход святого Иоанна, приход святого Петра, святого Симона, Свято-Троицкая церковь в городе Чандрапур.

## Местные особенности
Характерной особенностью христианства в Индии является то, что здесь «де факто» существует кастовая система, не предусмотренная Библией. Традиционные индийские касты претерпели серьёзную трансформацию в местных христианских общинах: их стало намного меньше (ввиду малочисленности общин), однако результатом этого стала их жёсткость и непроницаемость. Во многих церквях Индии должности священников могут занимать лишь выходцы из высших каст. Римская католическая церковь неоднократно обращала внимание на эту аномалию, однако серьёзных попыток преодолеть кастовое разделение индийских христиан не предпринималось.

## Конфликты

### Конфликт между индусами и христианами
Исторически, со времён основания христианской общины между ними и индусами поддерживалось относительно мирное сосуществование. После прибытия европейских колонизаторов началась бурная миссионерская деятельность на юге и северо-востоке Индии. Многие местные народы были обращены в католицизм. При этом новообращённые сохранили многие из своих обычаев. В частности, у индийских христиан сохранилась в изменённом виде кастовая система. Неприкасаемые составляют до 70 % от христианского населения Индии.
Агрессивный прозелитизм со стороны христианских миссионеров в годы британского господства в XIX веке стал причиной негативной реакции со стороны мусульман и индусов, которые почувствовали угрозу своему традиционному укладу жизни. Прозелитизм стал одной из многих причин индийского восстания 1857 года. С другой стороны, христиане повлияли на мировоззрение многих индуистских реформаторов XIX века, в частности, таких, как Брахмо самадж. С другой стороны, индийские христиане, особенно не принадлежащие к ранним общинам, сохранили многие индуистские обычаи, например, индуистский праздник дивали.
В XX веке соперничество между индуистами и христианами вылилось в межпартийную борьбу и экстремизм с обеих сторон. Христианское миссионерство среди индуистов низших каст привело к возникновению «скрытых христиан», в особенности среди неприкасаемых.
23 января 1999 г. австралиец Грэхэм Стейнз, работавший у христианских миссионеров, был сожжён заживо вместе с двумя сыновьями, которые приехали провести каникулы в Индии с родителями. Его убийцей был активист индусской организации Вишва хинду паришад Дара Сингх.
Правительство штата Трипура нашло свидетельства в пользу того, что Баптистская церковь Трипуры поддерживала террористическую группу Фронт национального освобождения Трипуры, сепаратистскую группу, которая нападала и убивала индусов в данном регионе, что привело к прекращению индусских фестивалей. Террористические группы пользовались моральной поддержкой Американских баптистских церквей США — их представитель Джон Сандквист (John Sundquist) выступил с официальным обращением в их поддержку 26 февраля 1998 года.
Повстанцы Нагаленда представляют собой коалицию повстанческих групп, действующих в Нагаленде на северо-востоке Индии. «Христианство является существенным элементом идентичности народности нага», поскольку около 95 % из них являются христианами. По мнению Гордона Минза,

…нельзя игнорировать религиозную проблему… Поскольку большое число нага являются христианами… то федеральное правительство Нага может сыграть на страхе многих нага, что в рамках Индийского союза религиозная свобода христианского меньшинства может быть ущемлена. Движение за независимость, которое может рядиться в одежды как национализма, так и религиозной справедливости, изначально имеет преимущество. И нет сомнения в том, что повстанцы-нага — действительно искренние и благочестивые верующие. Пение гимнов и молитвы составляют важную часть их повседневной практики в их джунглях. … Многие баптистские проповедники активно содействуют этнической чистке региона от индусов и других нехристиан.— 
Согласно докладу, представленному в 2011 году «Catholic Secular Forum» (CSF), нападения на христиан со стороны экстремистских индуистских группировок в настоящее время происходят почти во всех индийских штатах в связи с чем зафиксировано 2141 случай насилия в отношении христиан. Почти половина актов насилия в 2011 году были совершены в юго-западном штате Карнатака, а также случаи дискриминации христиан особенно часто происходят в штатах Орисса, Гуджарат, Мадхья-Прадеш и Чхаттисгарх. Жертвами становятся, в основном, женщины и дети.

### Конфликт между мусульманами и христианами

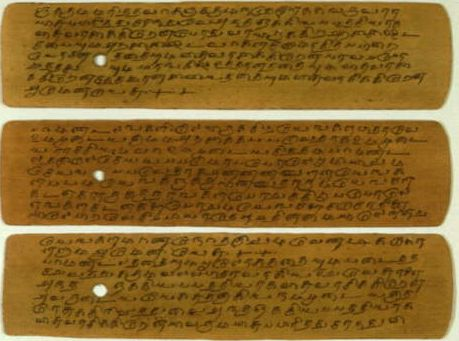
Манускрипты на пальмовых листьях 15 или 16 в., содержащие христианские молитвы на тамильском языке

Мусульмане в Индии и Пакистане, в случае обращения в христианство, подвергаются унижениям, запугиваниям, нападениям. В Кашмире 50-летний новообращённый в христианство по имени Башир Тантрай был убит, предположительно исламскими экстремистами, 21 ноября 2006 г.
Христианский священник К. К. Алави, обратившийся в христианство из ислама, вызвал гнев мусульманской общины и получил немало угроз. Воинствующая исламская группа «The National Development Front» организовала против него активную кампанию.